# Deltarune
Deltarune là một trò chơi điện tử nhập vai do Toby Fox phát triển và phát hành. Trong trò chơi, người chơi điều khiển nhân vật chính tên là Kris, một con người từ mặt đất, nơi mà quái vật và con người chung sống với nhau. Kris cùng người bạn cùng tuổi Susie rơi vào một thế giới được biết với cái tên Dark World - Thế giới Hắc Ám. Tại đây, cả hai sẽ gặp Ralsei và cùng đồng hành với nhau với nhiệm vụ phong ấn Suối Nguồn Hắc Ám. Người chơi sẽ gặp vô vàn quái vật và bắt buộc phải giải quyết bằng cách tha thứ hoặc giết chúng.
Cái tên "Deltarune" từa tựa với cái tên "Undertale" nhưng chữ cái trong cả hai đã được sắp xếp theo thứ tự khác nhau. Theo Toby Fox, Deltarune không liên quan đến Undertale nhưng lại mang phong cách của nó.
Chưong 1 của trò chơi được phát hành miễn phí trên Microsoft Windows và macOS vào ngày 31/10/2018 và được 8-4 Ltd dịch sang tiếng Nhật. Chương 2 đã được ra mắt vào ngày 17/9/2021. 5 chương còn lại hiện đang trong quá trình phát triển.
Tựa game sẽ có 7 chương. Chương 1 và 2 được phát hành miễn phí, 3 chương nữa được lên kế hoạch là bản phát hành trả phí và nhiều chuơng nữa được được phát hành trong trò chơi nhưng đến nay vẫn chưa có ngày phát hành chính thức nào được công bố. Nhạc nền, nhân vật và các biểu cảm hài hước được các nhà phê bình khen ngợi, với nhiều phản ứng trái chiều về những điểm tương đồng với Undertale.

## Cách chơi

Trái ngược với Undertale, giao diện Deltarune bao gồm hệ thống nhiều nhân vật, thanh độ căng thẳng, khả năng phòng thủ và sử dụng phép thuật và một số thay đổi khác gần như hoàn toàn về đồ họa.

Giống như Undertale, Deltarune là một trò chơi nhập vai với góc nhìn thứ 3 từ trên xuống. Người chơi điều khiển một con người tên là Kris nhưng cũng có thể lựa chọn các hành động cho các nhân vật khác trong trò chơi. Tương tự như Undertale, Deltarune bao gồm các câu đố, thử thách và lối chơi "Bullet hell" (một thể loại trò chơi trong đó người chơi phải né các viên đạn để không bị mất máu hoặc thua), trong đó người chơi phải điều khiển một trái tim màu đỏ (tượng trưng cho một linh hồn) xung quanh trong một khu vực hình hộp để tránh các đòn tấn công. Hệ thống đụng độ ngẫu nhiên của Undertale đã bị loại bỏ. Bây giờ người chơi có thể nhìn thấy kẻ thù trực tiếp trên bản đồ cho phép người chơi tránh (hoặc cố tình tham gia) chiến đấu với kẻ thù.
Người chơi sẽ chiến đấu theo lượt. Trong mỗi lượt, người chơi có thể chọn một loạt các hành động như chiến đấu, hành động, sử dụng vật phẩm hoặc phòng thủ (giúp giảm sát thương nhận vào). Việc lại gần mà không va chạm với đạn của kẻ địch giúp làm tăng điểm căng thẳng (TP), cho phép các thành viên trong nhóm sử dụng phép thuật. Ví dụ, Ralsei có thể xoa dịu kẻ thù bằng cách hát cho chúng đi ngủ. Khi thanh máu (HP) của một thành viên trong nhóm rơi xuống 0, họ sẽ bị hạ gục và sẽ không thể chiến đấu cho đến khi được hồi sinh. HP của các thành viên bị hạ gục sẽ tái tạo từ từ cho đến khi đạt 1; bất kỳ vật phẩm hồi máu hay phép thuật chữa lành nào khác cũng sẽ hồi sinh một thành viên trong nhóm bị hạ gục.
Mặc dù trò chơi thường khuyến khích người chơi tránh đánh nhau và tha thứ cho những quái vật, nhưng điều này lại gây khó khăn trong một số chương đầu tiên: Susie - người ban đầu không được người chơi điều khiển - sẽ tấn công kẻ thù thay vì tha cho chúng, và do đó người chơi cũng phải cảnh báo kẻ thù về các đòn tấn công của Susie nếu họ muốn thể hiện lòng thương xót.

## Cốt truyện

### Chương 1 – The Beginning
Khi bắt đầu trò chơi, người chơi được tạo một nhân vật. Tuy nhiên, sau khi hoàn thành, trò chơi sẽ xóa nhân vật đó và thông báo cho người chơi rằng "Không ai có thể chọn họ là ai trong thế giới này."
Người chơi bắt đầu câu chuyện khi Kris - một đứa trẻ sống trong một ngôi làng mà hầu hết cư dân là những quái vật, với mẹ nuôi Toriel - cũng là một quái vật. Toriel đưa Kris đến trường, nơi Kris tham gia một lớp học do Alphys dạy. Kris và Susie, một tên đầu gấu cùng lớp, được Alphys nhờ đi lấy phấn ở tủ dụng cụ. Khi vào trong, cả hai người họ bị kéo vào "Thế giới Hắc Ám". Ở đó, họ gặp Ralsei, một hoàng tử hắc ám, người nói với họ rằng ba người họ sẽ là những anh hùng phong ấn Suối Nguồn Hắc Ám - một mạch nước cung cấp năng lượng hắc ám - để khôi phục lại sự cân bằng cho thế giới đó. Tuy nhiên, Nhà vua đã giành quyền kiểm soát Thế giới Hắc Ám và quyết tâm truyền bá bóng tối.
Susie quyết định không tham gia, chỉ muốn trở về thế giới của mình. Trước khi cô rời đi, cả ba chạm trán Lancer, con trai của Nhà vua, cố gắng ngăn họ tiến hành những kế hoạch ngốc nghếch khác nhau. Cuối cùng, Susie quyết định đi với Lancer, bỏ mặt Kris và Ralsei. Khi Kris và Ralsei tìm đường đến lâu đài của Nhà vua, Susie kết bạn với Lancer và bốn người cuối cùng trở thành một đội. Khi nhận ra rằng họ sẽ phải đối đầu với Nhà vua, Lancer chạy đến lâu đài và sắp xếp để tay sai của Nhà vua ném Kris, Ralsei và Susie vào ngục tối.
Susie thoát khỏi ngục tối và đối mặt với Lancer, Lancer giải thích rằng cậu muốn giữ cho Susie và Nhà vua không làm tổn thương nhau. Susie hứa với Lancer cô sẽ không làm tổn thương Nhà vua. Kris, Susie và Ralsei lên đỉnh lâu đài và đối đầu với Nhà vua. Cuối cùng, Nhà vua ngã xuống đất vì kiệt sức và Ralsei thương hại ông, và cậu đã chữa lành cho Nhà vua. Tuy nhiên, đây là một thủ đoạn và Nhà vua nhanh chóng vô hiệu hóa cả ba anh hùng, đe dọa sẽ giết tất cả. Nếu người chơi giải quyết các cuộc chạm trán trong suốt trò chơi mà không sử dụng bạo lực, Lancer sẽ sai khiến người của Nhà vua chống lại ông và giam cầm ông, và Lancer lên ngôi thay. Mặt khác, Susie sẽ khuất phục Nhà vua bằng cách sử dụng phép Pacify - Xoa dịu - của Ralsei.
Kris phong ấn suối nguồn để họ có thể trở lại thế giới của mình. Ở đó, Susie nói lời tạm biệt, bày tỏ sự thích thú khi trở lại Thế giới Hắc Ám. Người chơi có thể khám phá thị trấn trước khi Kris về nhà ngủ. Đêm đó, Kris run rẩy trên giường, sau đó ngã xuống sàn và khập khiễng đi đến giữa phòng. Kris rơi nước mắt vào ngực họ và xé toạc linh hồn hình trái tim của họ, ném nó vào một cái lồng chim ở góc phòng. Người chơi có thể di chuyển linh hồn này xung quanh lồng chim, nhưng không thể làm gì khác. Kris rút một con dao và quay về phía người chơi. Kris mỉm cười, với mắt phải nhấp nháy màu đỏ.

## Đánh giá
Chương đầu tiên của Deltarune được rất nhiều người so sánh với Undertale. Jason Schreier của Kotaku và Dominic Tarason of Rock, Paper, Shotgun so sánh nó khá là thuận lợi. Schreier đã ca ngợi sự tinh chỉnh của các yếu tố của Undertale, gọi đó là "sự trở lại đầy mới mẻ";  Tarason đồng ý, nói rằng Deltarune là "sản xuất ngân sách cao hơn."  Mặc dù Mitchell Parton của Nintendo World Report nghĩ rằng Deltarune "không thay đổi đáng kể công thức", anh ta không gặp vấn đề gì với nó. Cuộc sống của Nintendo Mitch Vogel đã kém tích cực hơn, thất vọng vì sau khi Undertale "tươi" được phát hành, Deltarune cuối cùng đã trở thành "giống như vậy."
Một lượng đáng kể lời khen ngợi đã nhắm vào âm nhạc, với Schreier tuyên bố rằng "Nhạc phim phải đủ của một điểm bán hàng."  Tarason thấy rằng âm nhạc có "một khía cạnh mới mẻ cho nó" trong khi Parton mô tả nó là "cảm xúc và vững chắc" và bày tỏ sự ngạc nhiên khi nó được sáng tác bởi một người. Adam Luhrs của RPGFan ca ngợi "cách sử dụng họa tiết thông minh" của Toby, cảm thấy rằng chúng được kết hợp tốt trong câu chuyện của Deltarune. Michael Higham của Gamespot đã chỉ ra những điểm tương đồng giữa âm nhạc của Deltarune và Undertale, tin rằng chúng là "các cuộc gọi lại để nhắc nhở bạn rằng hai thế giới này bằng cách nào đó được liên kết với nhau."
Tarason thích nghệ thuật pixel của trò chơi, gọi nó là "chi tiết và biểu cảm hơn" so với Undertale, một tình cảm mà Parton đồng ý. Higham tiếp tục xây dựng đó là Deltarune khả năng giao tiếp rất nhiều với rất ít là một trong những điểm mạnh nhất của nó và rằng biểu nhân vật và ngôn ngữ cơ thể cung cấp màn hình sống động của tính cách. Trò chơi nói chung cũng được đón nhận, với Parton gọi nó là "độc nhất" và Vogel mô tả cuộc chiến là "một bản mở rộng hữu cơ và được triển khai tốt của bản gốc."  Một số lời chỉ trích được đưa ra bởi Higham.
Allegra Frank của Polygon đã đề cập rằng khiếu hài hước của Deltarune là một trong những "đặc điểm xác định" của nó. Vogel đồng tình, gọi sự hài hước là "dí dỏm" và câu chuyện "hấp dẫn". Higham tuyên bố rằng "bạn sẽ mỉm cười tận tai từ cách viết dí dỏm, những câu chuyện cười nhảm nhí và sự hài hước vô lý". Parton và Tarason tập trung nhiều hơn vào thiết kế nhân vật, với Tarason ca ngợi "bộ nhân vật mới (và đáng yêu)" và Parton khẳng định rằng thiết kế của họ bao gồm từ "đáng yêu không thể chối cãi đến đáng sợ về đêm."
Vogel đã chỉ trích cách mà Thế giới bóng tối được thực hiện, cho rằng mặc dù nó trông hơi tốt hơn Undertale, nhưng "hầu như không cảm thấy như một nơi gắn kết hoặc sống." Ông cũng chỉ trích "hành lang được trang trí thưa thớt với rất ít cách thiết kế hay trình bày thú vị," chấm dứt sự chỉ trích của ông bằng cách nói rằng "Deltarune không may là một trò chơi rất đẹp để xem xét." Parton cũng liệt kê các điểm lưu không thường xuyên của trò chơi là tiêu cực trong bản tóm tắt của mình.

### Giải thưởng
Nhạc nền trò chơi đã được đề cử cho Giải thưởng Lựa chọn Nhân dân của Game Audio Network/MAGFest tại Lễ trao giải GANG 2019.